# Борок (Новгородский район)
Борок — деревня в Новгородском районе Новгородской области России. Входит в состав Борковского сельского поселения. Население 45 чел. (2010) .

## История
В соответствии с Законом Новгородской области от 11 ноября 2005 года № 559-ОЗ деревня вошла в состав образованного муниципального образования «Борковское сельское поселение».

## География
Борок находится на северо-западе региона, на правом берегу реки Видогощь, примерно в 0,5 км к западу от деревни Чайка.
Абсолютная высота — 24 м над уровнем моря.

## Население
| 2010 |
| ---- |
| 45   |

Гендерный состав
По данным Всероссийской переписи населения 2010 года в гендерной структуре населения из 45 человек мужчин — 23, женщин — 22 (51,1 и 48,9 % соответственно).
Согласно результатам переписи 2002 года, в национальной структуре населения русские составляли 97 % от общей численности населения в 39 чел..

## Инфраструктура
Сельское хозяйство. Личное подсобное хозяйство.

## Транспорт
Стоит на федеральной трассе Р-56, 26-й километр участка дороги А116 Великий Новгород — Шимск.
Остановка общественного транспорта «Борки-2».